# 이승조 (가수)
이승조(1982년 9월 27일 ~ )는 대한민국의 가수이다. 부산광역시에서 출생하였다.
2006년 프로젝트 그룹 《Black Face》의 객원보컬로 데뷔하였으며 2013년까지 4장의 싱글 앨범을 발표하였다.
자신의 음반은 물론 보컬 트레이너로 후배들을 양성하고 있으며 동료가수들의 앨범 피쳐링으로도 참여하며 활동중이다.

## 아티스트 관련 앨범
- 2012년

- 《"이승조" - "안녕 내 사랑."》(2012.06.20)
- 2011년

- 《"제이아워" - "Tears Of Man" "남자라서 울지 못하네" "분노" 피쳐링 참여》(2011.12.23)
- 《"제이아워" - "To U." 피쳐링 참여》(2011.12.14)
- 《"제이아워" - "2006년에 태어나 2010년에 죽다." 피쳐링 참여》(2011.11.10)
- 2010년

-《"이승조" - "Special Acoustic Album."》(2010.12.28)
-《"이승조" - "My Nocturne 2st."》(2010.11.10)
-《"비트니스트" - "Narrative Of Man" "이제 당신을 안아봐도 되겠습니까" 피쳐링 참여》(2010.01.13)
- 2008년

-《"RNP" 미니앨범 - "In The Rainbeat" "지독한 환상" 피쳐링 참여.》(2008.12.19)
-《"RNP" 2.5집 - "그늘에 핀 해바라기" 피쳐링 참여.》(2008.07.23)
- 2007년

-《"이승조" - "My Nocturne"》(2007.10.30)
- 2006년

-《"Black Face" - "First Challenge"》(2006.12.08)